# Ricky Martin
Enrique Martín Morales (sinh ngày 24 tháng 12 năm 1971), nổi tiếng với nghệ danh Ricky Martin, là một nam ca sĩ, diễn viên, nhà văn người Puerto Rico, người đã đoạt giải Grammy và giải Grammy Latin.
Martin bắt đầu sự nghiệp của mình ở tuổi 12 với nhóm nhạc Pop nam Menudo. Sau 5 năm hát với nhóm, anh đã phát hành một số album tiếng Tây Ban Nha. Anh cũng đã diễn trên sân khấu và trên truyền hình ở Mexico. Năm 1994, anh xuất hiện trong bộ phim truyền hình Mỹ General Hospital với vai một ca sĩ người Puerto Rico.
Đầu năm 1999, sau khi phát hành một vài album bằng tiếng Tây Ban Nha, Martin biểu diễn ca khúc "The Cup of Life" tại lễ trao giải Grammy thường niên lần thứ 41, bài này trở thành một chất xúc tác đưa nhạc Pop Latin lên hàng đầu trong ngành âm nhạc Mỹ. Sau thành công đó, Martin phát hành single "Livin 'la Vida Loca", giúp anh đạt được thành công to lớn trên toàn thế giới; bài hát được xem như là một khởi đầu cho sự bùng nổ của nhạc Pop Latin năm 1999 và giúp việc thâm nhập của các nghệ sĩ nói tiếng Tây Ban Nha khác vào thị trường nhạc tiếng Anh dễ dàng hơn. Kể từ khi phát hành, "Livin 'la Vida Loca" bán được hơn 8 triệu bản, giúp nó trở thành một trong những đĩa đơn bán chạy nhất mọi thời đại. Album tiếng Anh đầu tiên của anh (cũng có tên "Ricky Martin"), đã bán được 22 triệu bản và là một trong những album bán chạy nhất mọi thời đại. Các album phòng thu khác của anh bao gồm: Me Amarás (1993), A Medio Vivir (1995), Vuelve (1998), Âm thanh được tải (2000), Almas del Silencio (2003), Life (2005), Música + Alma + Sexo (2011) và A Quien Quiera Escuchar (2015)...
Năm 1999, Ricky Martin được tạp chí People của Mỹ bình chọn nằm trong danh sách "25 người được công chúng quan tâm nhất". Năm 2000, anh được tạp chí People chọn là "50 người đẹp nhất thế giới". Vào năm 2006, 2012, 2014, tạp chí Peopleen Español lại bình chọn Martin vào danh sách "50 người đẹp nhất trên thế giới"...

## Sự nghiệp
Ricky Martin sinh ngày 24 tháng 12 năm 1971, tại San Juan, Puerto Rico. Anh là con trai áp út trong gia đình. Cha mẹ anh ly hôn khi Martin mới 2 tuổi, và Martin dành phần lớn thời thơ ấu của anh sống tại nhà của cha anh ở ngoại ô University Gardens, một khu ngoại ô trung lưu của San Juan, và nhà của bà ngoại gần đó.
Martin lớn lên trong một gia đình theo Thiên Chúa giáo và suốt thời thơ ấu anh là một lễ sinh trong nhà thờ. Bên gia đình mẹ anh có khuynh hướng âm nhạc, và ông ngoại của anh là một nhà thơ, đã truyền cảm hứng cho Martin sáng tác những bài hát khi anh còn nhỏ. Martin 9 tuổi bắt đầu xuất hiện trên các quảng cáo truyền hình của Puerto Rico cho các sản phẩm như nước giải khát, kem đánh răng và các nhà hàng thức ăn nhanh. Trong một năm rưỡi, anh đã đóng vai chính trong 11 quảng cáo.
Sau khi đạt được chút tên tuổi ở Puerto Rico trong việc quảng cáo truyền hình, Martin trở thành một thành viên của ban nhạc Pop Menudo vào năm 1984. Bài hát "Asignatura Pendiente" từ album Almas del Silencio (2003) được lấy cảm hứng từ lần đầu tiên Martin rời Puerto Rico để lưu diễn cùng Menudo.
Mặc dù Martin thích đi du lịch và biểu diễn trên sân khấu với ban nhạc Menudo, nhưng lịch trình bận rộn của ban nhạc và sự quản lý nghiêm ngặt khiến anh thấy mệt mỏi. Martin dành nhiều sự quan tâm đến hoạt động từ thiện khi ban nhạc trở thành đại sứ của UNICEF, chuyên giúp đỡ những trẻ em nghèo khổ ở các nước thế giới thứ ba. Kinh nghiệm làm đại sứ đã ảnh hưởng đến anh rất nhiều và truyền cảm hứng cho anh tiếp tục làm việc với các tổ chức từ thiện sau này.
Đến năm 1987, doanh số phát hành album của Menudo bắt đầu giảm, và nhóm đã thay đổi hình ảnh của mình, chấp nhận vẻ ngoài gai góc hơn và biểu diễn nhiều bài hát bị ảnh hưởng bởi Rock hơn. Ban nhạc đã phát hành album Somos Los Hijos del Rock bằng tiếng Tây Ban Nha, và để thu hút fan hâm mộ người Philippines, nhóm phát hành album In Action, thu âm các bài hát bằng cả tiếng Anh và tiếng Tagalog.
Sau khi thu âm 11 album với nhóm, Martin rời Menudo vào tháng 7 năm 1989, ở tuổi 17, nhằm mục đích được nghỉ ngơi và đánh giá con đường sự nghiệp của mình. Martin quay trở lại Puerto Rico để tốt nghiệp trung học. Và 13 ngày sau khi 18 tuổi, anh chuyển đến thành phố New York để ăn mừng sự độc lập về tài chính của mình; kể từ khi còn nhỏ trong thời gian làm thành viên của Menudo, Martin không được phép truy cập vào tài khoản ngân hàng của mình. Anh được nhận vào trường nghệ thuật Tisch của đại học New York, nhưng vài tháng trước khi khai giảng, Martin bỏ học và chuyển đến Mexico City để tha gia vở kịch Mama Ama el Rock (Mom Loves Rock).
Trong khi Martin biểu diễn trên sân khấu vở Mama Ama el Rock, một nhà sản xuất đi xem vở kịch đã chú ý đến diễn xuất của Martin và đề nghị anh đóng một vai trong loạt phim truyền hình của Mexico “Alcanzar una estrella”. Anh cũng tham gia dàn diễn viên cho mùa thứ hai của “Alcanzar una estrella”. Một bộ phim điện ảnh được sản xuất dựa trên bộ phim truyền hình này tên “Más que alcanzar una estrella”, cũng có sự tham gia của Ricky Martin và năm 1993 anh giành được giải thưởng El Heraldo cho vai diễn của mình trong phim.
Năm 1990, Martin ký hợp đồng với Sony Discos. Do quá muốn thực hiện album solo đầu tiên của mình, Martin đã không đọc kỹ hợp đồng trước khi ký nên vô tình ký một hợp đồng mà anh chỉ được nhận một xu tiền bản quyền cho mỗi album được bán. Tuy nghĩ hợp đồng không công bằng, Martin vẫn gọi đó là " Sự khởi đầu của một cái gì đó phi thường " cho anh. Martin phát hành album solo đầu tay “Ricky Martin “ của mình bằng tiếng Tây Ban Nha vào tháng 11 năm 1991. Album bao gồm các đĩa đơn: "Fuego Contra Fuego" và "El Amor de Mi Vida". "Fuego Contra Fuego" đã được chứng nhận Vàng ở Mexico, Argentina, Puerto Rico và Hoa Kỳ.
Sau thành công của Ricky Martin” và tour diễn quảng bá album này sau đó, công ty thu âm của Martin kết hợp anh với nhà sản xuất nổi tiếng Juan Carlos Calderón trong album solo thứ hai của mình, Me Amarás. Được phát hành vào tháng 5 năm 1993, Me Amarás có bản cover tiếng Tây Ban Nha bài hát "Self Control" của Laura Branigan với tiêu đề "Que Dia Es Hoy".
Năm 1994, quản lý của Martin khuyến khích anh chuyển đến Los Angeles để tham gia trong một bộ phim sitcom của Mỹ tên là Getting By. Phim đã kết thúc sau hai mùa, nhưng ngay sau đó, Martin được giao vai ca sĩ / bartender Miguel Morez trong phim truyền hình General Hospital. Martin cảm thấy anh thiếu liên kết với các diễn viên khác trong phim General Hospital và quan sát thấy rằng mọi người đối xử với anh khác biệt vì giọng Puerto Rico của anh. Vào thời điểm đó, người Mỹ gốc Tây Ban Nha khá hiếm khi xuất hiện trên truyền hình Mỹ, và mọi người đề nghị anh ta tham gia các lớp luyện giọng nói nhưng anh đã từ chối.
Năm 1995, Martin tập trung vào sự nghiệp âm nhạc của mình và bắt đầu thu âm album thứ ba A Medio Vivir. Đĩa đơn đầu tiên, bản ballad "Te Extraño, Te Olvido, Te Amo", được viết bởi nhà sản xuất Lynda Thomas, Carlos Lara, làm gợi nhớ về tác phẩm trước đó của anh. Với bài hát này, Martin đã mở rộng lượng khán giả từ thị trường tiếng Latin Mỹ và Tây Ban Nha sang các thị trường châu Âu và châu Á. Tuy nhiên, album cũng chuyển từ kiểu sáng tác ballad truyền thống thành âm nhạc Latin truyền thống, tiêu biểu bằng bài hát "Maria". "Maria" trở thành một hit đột phá, đạt vị trí số một ở Pháp, Tây Ban Nha, Đức, Bỉ, Hà Lan, Thụy Sĩ, Phần Lan, Ý, Thổ Nhĩ Kỳ và toàn bộ lục địa Nam Mỹ. Album bán được hơn 3 triệu bản trên toàn thế giới.
Năm 1996, sau khi kết thúc chuyến lưu diễn khắp thế giới quảng bá album A Medio Vivir, Martin trở lại New York để tham gia vở kịch Les Misérables với vai Marius Pontmercy kéo dài 11 tuần.
Martin quay trở lại phòng thu để thu âm album thứ tư của anh, Vuelve (1998). Khi anh đang trong quá trình hoàn thành thu âm, Martin được FIFA liên lạc để viết một bài hát cho World Cup 1998; Martin sau đó viết ca khúc La copa de la vida (The Cup of Life) cùng với K. C. Porter và Draco Rosa. Anh đã biểu diễn bài hát tại chung kết World Cup tại Stade de France vào ngày 12 tháng 7 năm 1998. Buổi biểu diễn được phát sóng cho hơn một tỷ người xem ở 187 quốc gia, được mô tả là "thời điểm toàn cầu cho nhạc pop Latin". "La copa de la vida" vươn tới vị trí số 1 trên các bảng xếp hạng trên thế giới, đạt đĩa vàng và bạch kim ở nhiều quốc gia khác nhau. Bài hát đoạt giải “Ca khúc Pop của năm” tại giải Lo Nuestro năm 1999. Ca khúc chủ đề và bản ballad "Perdido Sin Tí" đều đạt vị trí số một trong danh sách Hot Latin Sóng. Các đĩa đơn khác bao gồm: "La Bomba", "Por Arriba, Por Abajo" và "Corazonado". “Vuelve” nằm 26 tuần ở vị trí số một trong bảng xếp hạng Top Latin Albums của Billboard. Nó trở thành album đầu tiên của Martin nằm trong bảng xếp hạng Billboard 200 tại Hoa Kỳ và nhận được đĩa bạch kim. Album cũng đạt vị trí số một ở Tây Ban Nha và Na Uy, và bán được hơn 8 triệu bản trên toàn thế giới.
Martin được đề cử giải Grammy đầu tiên cho “Vuelve” trong hạng mục “Album nhạc pop hay nhất Latin”, và được đưa vào hát trong chương trình truyền hình trực tiếp hàng năm của giải Grammy lần thứ 41. Sự trình diễn xuất sắc ca khúc "La copa de la vida" của Martin nhận được sự hoan nghênh nhiệt liệt bất ngờ và đã giới thiệu anh với khán giả Mỹ chính thống. Martin giành được giải Grammy vào tối hôm đó, thậm chí 2 ngôi sao ca nhạc Madonna và Sting đã lên sân khấu để chúc mừng anh. Sự xuất hiện của anh gây ra sự quan tâm ở khắp về âm nhạc Latin.
Sau khi nhận được thành công về thương mại trên khắp châu Á, châu Âu và châu Mỹ Latinh, Martin đã chuẩn bị album tiếng Anh đầu tiên của mình mang tên “Ricky Martin” vào năm 1999 với nỗ lực tiến vào thị trường Hoa Kỳ. Album ra mắt ở vị trí số một trên Billboard 200 và bán được 661000 bản trong tuần đầu tiên phát hành, trở thành album thành công nhất trên bảng xếp hạng Billboard của một nghệ sĩ gốc Tây Ban Nha. Album cũng có những vị khách mời đặc biệt: Madonna song ca trong bài "Be Careful (Cuidado con mi Corazón)" và Meja trong bài "Private Emotion". Hai tuần sau khi album được phát hành, Martin đã xuất hiện trên trang bìa của Time với tựa đề "Latin Music Goes Pop!". Trước khi phát hành album, Janet Jackson đã cộng tác với Ricky Martin cho phiên bản "Ask for More" Mỹ Latinh, một bản quảng cáo và thương mại được phát hành như một phần của chiến dịch quảng cáo cho công ty nước giải khát Pepsi.
Ca khúc đầu tiên và nổi bật nhất là "Livin 'la Vida Loca", đạt vị trí số một tại nhiều quốc gia trên thế giới, bao gồm Hoa Kỳ, Anh, Canada, Ireland và New Zealand. "Livin 'la Vida Loca" là hit lớn nhất của album. Tiếp theo là "She's All I Ever Had", đứng vị trí thứ hai trên Billboard Hot 100. Cả hai ca khúc đều đạt vị trí số một trong bảng xếp hạng Hot Latin Songs. "Livin 'la Vida Loca" thường được xem là ca khúc khơi mào cho sự bùng nổ nhạc pop Latin năm 1999 và đưa các nghệ sĩ Latin khác (đầu tiên là Jennifer Lopez và Enrique Iglesias, sau đó là Shakira) vào thị trường nói tiếng Anh dễ dàng hơn. “Ricky Martin” đã trở thành một trong những album bán chạy nhất năm 1999, và được chứng nhận 7 x bạch kim tại Hoa Kỳ, bán được hơn 22 triệu bản trên toàn thế giới. Vào tháng 10 năm 1999, Martin bắt đầu một tour dài ngày quảng bá Livin 'la Vida Loca rất thành công.
Sau thành công này, một album tiếng Anh mới, Sound Loaded, được phát hành vào tháng 11 năm 2000. Nó ra mắt ở vị trí thứ 4 trên bảng xếp hạng Billboard 200 và được RIAA chứng nhận 2 × bạch kim. "She Bangs" và "Nobody Wants to Be Lonely" (song ca với Christina Aguilera) đạt vị trí thứ mười hai và mười ba trên bảng xếp hạng Billboard Hot 100. Cả hai đĩa đơn đều đạt vị trí số một trong bảng xếp hạng Hot Latin Songs. Sound Loaded đã bán được hơn 8 triệu bản trên toàn thế giới.
Vào tháng 2 năm 2001, Martin phát hành album tiếng Tây Ban Nha mang tên La Historia, album đứng vị trí thứ nhất trong 5 tuần trên Billboard Top Latin Albums và ra mắt ở vị trí thứ 83 trên bảng xếp hạng Billboard 200. Nó cũng đứng đầu bảng xếp hạng ở Thụy Điển trong 3 tuần. Album gồm các bài làm lại của hai bài hát thời kỳ đầu "Fuego Contra Fuego" và "El Amor de Mi Vida". Vào tháng 11 năm 2001, một album hit tiếng Anh, The Best Of Ricky Martin được phát hành bên ngoài Bắc Mỹ. Nó gồm hai bản remix mới của bài "Amor".
Tháng 5 năm 2003, Martin phát hành một album tiếng Tây Ban Nha mới “Almas del Silencio”. Đĩa đơn đầu tiên "Tal Vez" ra mắt ở vị trí số một bảng xếp hạng “Hot Latin Songs” và trụ lại trong 11 tuần, trở thành đĩa đơn Latin xuất sắc nhất trong năm. "Almas del Silencio" ra mắt ở vị trí thứ 12 trên bảng xếp hạng Billboard 200 và vươn tới vị trí số một trong bảng xếp hạng Billboard Top Latin Albums trong sáu tuần. Album đã bán được hơn một triệu bản trên toàn thế giới. Đĩa đơn tiếp theo, "Jaleo" và "Y Todo Queda en Nada", đạt vị trí số một trong Hot Latin Songs. "Jaleo" cũng đứng đầu bảng xếp hạng ở Tây Ban Nha trong 4 tuần.
Vào tháng 10 năm 2005, anh phát hành album Life. Album ra mắt ở vị trí thứ 6 trên bảng xếp hạng Billboard 200. Đĩa đơn đầu tiên trong album "I Don't Care" có các câu rap của Fat Joe và Amerie. Nó đạt vị trí thứ ba trên Hot Dance Club Songs và hạng 60 trên Billboard Hot 100. Một ca khúc khác trong album, "It's Alright" được thu âm lại song ca với ca sĩ người Pháp M. Pokora. Nó thành công ở các nước nói tiếng Pháp và đạt vị trí thứ 4 tại Pháp.
"Ricky Martin Tour" bắt đầu ở Mexico City vào ngày 15 tháng 11 năm 2005. Sau khi kết thúc chặng đầu tiên bao gồm Mỹ Latinh và Hoa Kỳ, Martin biểu diễn tại lễ bế mạc Olympic mùa đông 2006 tại Turin. Vài ngày sau, anh công bố chặng thứ hai của chuyến lưu diễn vòng quanh thế giới bao gồm Châu Âu và Châu Phi. Chặng thứ hai bắt đầu vào ngày 21 tháng 4 năm 2006 tại Manchester, Vương quốc Anh và kết thúc vào ngày 3 tháng 6 năm 2006 tại Tel Aviv, Israel.
Vào ngày 17 tháng 8 năm 2006, Ricky Martin đã ghi âm buổi hòa nhạc MTV Unplugged tại Miami. Nó ra mắt trên MTV Latin America, MTV Tr3s và MTV Puerto Rico vào tháng 10 năm 2006 và được phát hành đĩa CD và DVD vào tháng 11 năm 2006. Album này được khen ngợi và thành công về thương mại. Nó ra mắt ở vị trí số một trên Billboard Top Latin Albums và hạng 38 trên bảng xếp hạng Billboard 200. Tại giải Grammy Latin năm 2008, MTV Unplugged nhận giải Grammy Latin cho “Album nhạc pop nam hay nhất” và “Video nhạc dài hay nhất”. Đĩa đơn đầu tiên, "Tu Recuerdo" đạt vị trí số một trong ba tuần trong Hot Latin Songs. Đĩa đơn tiếp theo, "Pégate" đạt vị trí thứ 6 trên Hot Dance Club Songs.
Vào ngày 19 tháng 2 năm 2007, Martin bắt đầu chuyến lưu diễn “Black and White” vòng quanh thế giới. Anh cũng thu âm một bản song ca với Eros Ramazzotti, "Non siamo soli", đứng đầu bảng xếp hạng Ý trong mười một tuần liên tiếp.
Vào tháng 11 năm 2007, Sony BMG Norte phát hành “Ricky Martin Live: Black and White Tour” trên đĩa CD, DVD và Blu-ray. Một năm sau, một album hit tiếng Tây Ban Nha được phát hành, có tựa đề “17”. Đó là một bản tóm tắt 17 năm sự nghiệp âm nhạc của Martin, trong đó bao gồm phần lớn các bài hát tiếng Tây Ban Nha.
Tự truyện của Ricky Martin “Me”, được xuất bản vào ngày 2 tháng 11 năm 2010. Cuốn sách nằm trong danh sách bán chạy nhất của New York Times.
Đĩa đơn của Martin, "The Best Thing About Me Is You" cũng được phát hành vào ngày 2 tháng 11 năm 2010 và đạt vị trí thứ 74 trên bảng xếp hạng Billboard Hot 100. Phiên bản tiếng Tây Ban Nha, "Lo Mejor de Mi Vida Eres Tú" đứng đầu tại Hot Latin Songs trong hai tuần.
Tiếp theo là một album phòng thu mới, “Música + Alma + Sexo” phát hành vào ngày 31 tháng 1 năm 2011. Album ra mắt ở vị trí thứ ba trên bảng xếp hạng Billboard 200 và trở thành album chủ yếu hát tiếng Tây Ban Nha xếp hạng cao nhất tại Hoa Kỳ, kể từ “Dreaming of You” của Selena. Album trụ 2 tuần ở vị trí số một trong các album hàng đầu của Billboard Latin. Vào ngày 25 tháng 3 năm 2011, Martin bắt đầu chuyến lưu diễn Música + Alma + Sexo World Tour, kết thúc vào ngày 12 tháng 11 năm 2011. Đĩa đơn thứ hai trong album, "Más" được phát hành vào ngày 5 tháng 4 năm 2011 và đạt vị trí thứ 7 trên Hot Dance Club Songs. "Frío" với Wisin & Yandel được chọn là đĩa đơn thứ ba.
“17: Greatest Hits” được phát hành vào ngày 11 tháng 7 năm 2011 độc quyền tại Vương quốc Anh. Ricky Martin vào vai Ché trên sân khấu Broadway của vở Evita. Diễn xuất của anh nhận được nhiều đánh giá trái chiều.
Martin là khách mời với vai một giáo viên Tây Ban Nha trong loạt phim truyền hình Glee tập "The Spanish Teacher" vào ngày 7 tháng 2 năm 2012. Tháng 4 năm 2012, Ricky Martin kết hợp với nữ rapper Nicki Minaj trong các chiến dịch quảng cáo son dưỡng môi.
Tháng 11 năm 2012, Martin được công bố là huấn luyện viên của The Voice Australia và ra mắt trong tập đầu tiên của mùa thứ hai, vào ngày 7 tháng 4 năm 2013.
Vào tháng 4 năm 2013, Martin phát hành album Greatest Hits: Souvenir Edition tại Úc, đạt vị trí thứ hai trên ARIA Albums Chart và được chứng nhận Vàng. Vào tháng 6 năm 2013, anh phát hành single tiếng Anh mới mang tên "Come with Me". Anh cũng bắt đầu tham gia Tour lưu diễn vòng quanh nước Úc năm 2013 vào tháng 10 năm 2013. Vào tháng 2 năm 2014, anh xuất hiện cùng Jennifer Lopez & Wisin trong single và video "Adrenalina" lấy từ album “El Regreso del Sobreviviente” của Wisin. Vào tháng 4 năm 2014, phát hành single & video ca khúc "Vida" từ album tổng hợp FIFA One Love, One Rhythm - Album chính thức của FIFA World Cup 2014.
Vào tháng 7 năm 2014, Martin được công bố là một huấn luyện viên trên The Voice Mexico. Tập đầu tiên của mùa thứ tư được phát sóng vào ngày 9 tháng 9 năm 2014. Cũng vào ngày 23 tháng 9 anh phát hành bài hát "Adiós" (sau này được đưa vào album A Quien Quiera Escuchar). Vào ngày 3 tháng 10 năm 2014, Martin bắt đầu chuyến lưu diễn Mexico One World Tour của mình tại Mexico City, tiếp theo là Guadalajara, Monterrey và Ensenada. Vào tháng 11 năm 2014, anh là người kết thúc buổi lễ khai mạc Thế vận hội Trung Mỹ và Caribbean lần thứ 22 "Veracruz 2014".
Kể từ khi Martin ra mắt với tư cách là huấn luyện viên trên The Voice Australia năm 2013, anh tiếp tục làm huấn luyện viên cho mùa 3 năm 2014, cùng với Will.i.am, Kylie Minogue và Joel Madden. Anh trở lại làm giám khảo cùng Delta Goodrem, Benji Madden (hợp tác với anh trai Joel Madden), và người mới là Jessie J vào năm 2015; trước khi rời chương trình trước mùa năm để tập trung vào các dự án âm nhạc.
Martin đã phát hành album A Quien Quiera Escuchar vào tháng 2 năm 2015. Album này giành được giải Grammy cho Album Pop Latin xuất sắc nhất, đây là lần thứ 2 anh thắng giải Grammy.
Vào ngày 22 tháng 9 năm 2016, Martin phát hành một ca khúc mới "Vente Pa 'Ca" với ca sĩ người Colombia, Maluma. Bài hát đã nhảy vọt trong các bảng xếp hạng âm nhạc với hơn 1 tỷ lượt xem video ca nhạc kể từ tháng 6 năm 2017.
Vào tháng 4 năm 2017, Ricky Martin được xác nhận vào vai Antonio D'Amico trong mùa thứ hai của loạt phim truyền hình tội phạm chân thực “American Crime Story”, có tựa đề The Assassination Of Gianni Versace.
"Fiebre", đĩa đơn đầu tiên của sản xuất âm nhạc mới của Martin được phát hành vào ngày 23 tháng 2 năm 2018.
Trong năm 2023, Ricky Martin tham gia vào chuyến lưu diễn "The Trilogy" cùng với Enrique Iglesias và Pitbull. Chuyến lưu diễn này bắt đầu từ ngày 14 tháng 10 và kéo dài đến ngày 11 tháng 12. Trong chuyến lưu diễn này, họ biểu diễn tại nhiều địa điểm khắp Mỹ.
Năm 2024, Ricky Martin tiếp tục tham gia vào chuyến lưu diễn "The Trilogy". Họ bắt đầu các buổi biểu diễn mới từ ngày 30 tháng 1 và kéo dài đến giữa tháng 3, biểu diễn tại các địa điểm bao gồm Texas, Colorado, Canada, North Carolina, và cuối cùng là Nashville, nơi chuyến lưu diễn kết thúc tại Bridgestone Arena vào thứ Tư, ngày 28 tháng 2 năm 2024.

## Đời tư
Ricky Martin được nuôi dạy trong môi trường Thiên Chúa giáo nhưng Martin nói rằng anh đón nhận tất cả các loại tín ngưỡng tôn giáo, đặc biệt là triết học Phật giáo. Martin bắt đầu tập Yoga sau chuyến đi Thái Lan vào năm 1997.
Martin có mối quan hệ úp mở với nữ MC truyền hình Mexico Rebecca de Alba trong hơn 14 năm. Martin đã có lúc cân nhắc dự định cầu hôn với cô ấy.
Tháng 8 năm 2008, Martin trở thành cha của hai con trai sinh đôi, Matteo và Valentino, nhờ phương pháp Mang thai hộ.
Ngày 29 tháng 3 năm 2010, Martin công khai mình là người đồng tính nam trong một bài đăng trên trang web chính thức của anh. Năm 2011, trong bài phát biểu khi nhận giải Vito Russo tại Giải thưởng Truyền thông GLAAD lần thứ 22, Martin công khai cảm ơn bạn trai của anh, nhà kinh tế học Carlos González Abella. Tuy nhiên mối quan hệ tình cảm của anh với González Abella kết thúc vào tháng 1 năm 2014.
Martin cũng bày tỏ sự ủng hộ hôn nhân đồng tính trong talkshow Larry King Live. Ngày 12 tháng 11 năm 2012, Ricky Martin phát biểu tại Hội nghị Về đồng tính của Liên hợp quốc. Từ tháng 4 năm 2016, anh bắt đầu hẹn hò với bạn trai mới - Jwan Yosef, một họa sĩ người Thụy Điển. Hai người công bố đính hôn vào ngày 16 tháng 11 năm 2016 trong chương trình Ellen DeGeneres Show. Tháng 1 năm 2018, Martin thông báo rằng anh và Yosef đã kết hôn.

## Danh sách album solo
- 1991: Ricky Martin
- 1993: Me Amarás
- 1995: A Medio Vivir
- 1998: Vuelve
- 1999: Ricky Martin
- 2000: Sound Loaded
- 2001: La Historia
- 2003: Almas del Silencio
- 2005: Life
- 2006: MTV Unplugged
- 2011: Música + Alma + Sexo
- 2015: A Quien Quiera Escuchar